# Walls Can Fall
Albums de George Jones
And Along Came Jones
(1991) Super Hits, Volume 2
(1993)
Walls Can Fall est un album de l'artiste américain de musique country George Jones. Cet album est sorti le 27 octobre 1992 sur le label MCA Nashville Records. Il a atteint la 24e position sur les charts Billboard des albums country et la 77e position dans les charts du Billboard 200. Walls Can Fall a été certifié Disque d'or en 1994.
Le plus grand succès de l'album, I Don't Need No Rockin' Chair comprend plusieurs invités dans le dernier couplet qui apparaissent dans l'ordre suivant: Garth Brooks, Joe Diffie, Pam Tillis, Mark Chesnutt, Travis Tritt, Vince Gill, Alan Jackson, Patty Loveless, et Clint Black. De plus, George Foreman apparaît dans le clip vidéo de la chanson.

## Liste des pistes
| No  | Titre                                     | Auteur                                            | Durée |
| --- | ----------------------------------------- | ------------------------------------------------- | ----- |
| 1.  | I Don't Need Your Rockin' Chair           | Frank Dycus, Billy Yates, Kerry Kurt Phillips     | 3:29  |
| 2.  | Walls Can Fall                            | Dycus, Yates, Bruce Bouton                        | 3:10  |
| 3.  | Don't Send Me No Angels                   | Wayne Kemp                                        | 3:21  |
| 4.  | Drive Me to Drink                         | Mike Huffman, Gene Dobbins                        | 2:43  |
| 5.  | What Am I Doing There                     | Buddy Brock, Zack Turner                          | 3:48  |
| 6.  | Wrong's What I Do Best                    | Dickey Lee, Freddy Weller, Mike Campbell          | 2:42  |
| 7.  | There's the Door                          | Paul Nelson, Gene Nelson                          | 2:38  |
| 8.  | You Must Have Walked Across My Mind Again | Wayne Kemp, Warren Robb                           | 2:54  |
| 9.  | The Bottle Let Me Down                    | Merle Haggard                                     | 3:43  |
| 10. | Finally Friday                            | Dennis A. Robbins, Bobby Boyd, Warren Dale Haynes | 2:42  |

## Personnel
- George Jones – chant
- Reggie Young – guitare
- Steve Gibson – guitare
- Billy Joe Walker – guitare
- Biff Watson – guitare
- Sonny Garrish – pedal steel guitar
- Buddy Emmons – pedal steel guitar
- John Hughey – pedal steel guitar
- Emory Gordy – guitare basse
- Owen Hale – batterie
- Hargus "Pig" Robbins – piano
- John Barlow Jarvis – claviers
- Glen Duncan – fiddle
- Stuart Duncan – fiddle
- Curtis Young – chant
- Andrea Zonn – chant
- Carol Chase – chant
- Cindy Richardson – chant
- Liana Young – chant
- Patty Loveless – chant
- Vince Gill – chant
- Carol Chase – chant
- Ronny Gaddis – chant

## Positions dans les charts

### Album
| Chart (1992)                      | Positions |
| --------------------------------- | --------- |
| U.S. Billboard Top Country Albums | 24        |
| U.S. Billboard 200                | 77        |
| Canadian RPM Country Albums       | 32        |

### Singles
| Année | Single                            | Positions  | Positions   |
| Année | Single                            | US Country | CAN Country |
| ----- | --------------------------------- | ---------- | ----------- |
| 1992  | "I Don't Need Your Rockin' Chair" | 34         | 63          |
| 1993  | "Wrong's What I Do Best"          | 65         | —           |
| 1993  | "Walls Can Fall"                  | —          | —           |